# Lissonotus zellibori
Lissonotus zellibori es una especie de escarabajo longicornio del género Lissonotus, superfamilia Chrysomeloidea. Fue descrita científicamente por Tippmann en 1953.
Se distribuye por Brasil. Mide 13 milímetros de longitud. El período de vuelo ocurre en el mes de septiembre.